# حادث تحطم الهليكوبتر الكولومبية 2015
في 4 أغسطس 2015، توفي 16 شرطيا في حادث تحطم مروحية في شمال غرب كولومبيا. وصرح وزير الدفاع الكولومبي لويس كارلوس فيليغاس أن الحادث كان على الأرجح بسبب سوء الاحوال الجوية. أثنناء مشاركتها في عملية لمكافحة المخدرات في انتيوكويا التي تبعد نحو 450 كيلومترا شمال شرقي العاصمة بوغوتا، ورجال الشرطة الذين قتلوا كانوا يشاركون في حملة ضد عصابة إجرامية تعرف باسم «كلان يوسوغا» تتكون من قوات شبه عسكرية يمينية سابقة. حلقت مروحيتان أخرى على نفس المهمة ولكن لم تواجه صعوبات ولم يسمع أي نيران معادية.

## بعد الحادث
يأتي سقوط الطائرة بعد أربعة أيام من مقتل 11 جنديا عندما أصيبت طائرة سي أن-235 اسبانية الصنع بعطل في المحرك وتحطمت في شمال شرقي البلاد. وحتى الآن في عام 2015، 35 عضوا من الجيش أو الشرطة قتلوا في 5 حوادث منفصلة تشمل الطائرات. أدت سلسلة من الإصابات إلى تساؤلات حول نجاعة إجراءات العمليات الجوية العسكرية. وقد تم تنظيم نقاش في مجلس النواب الكولومبي لمناقشة الحوادث، وكانت تسمى وزير الدفاع وقائد سلاح الجو على الإدلاء بشهاداتهم.